# Rojo amanecer

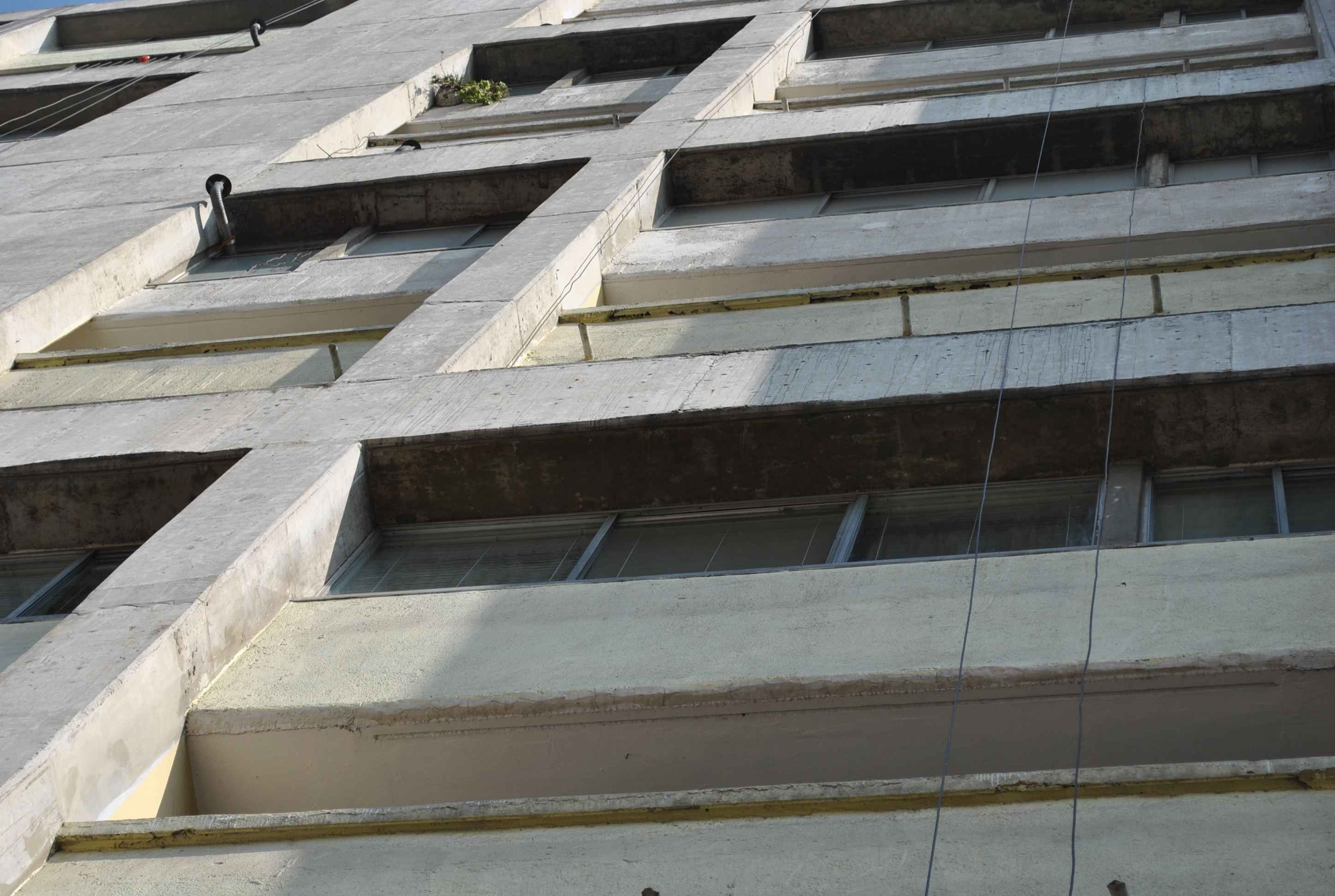

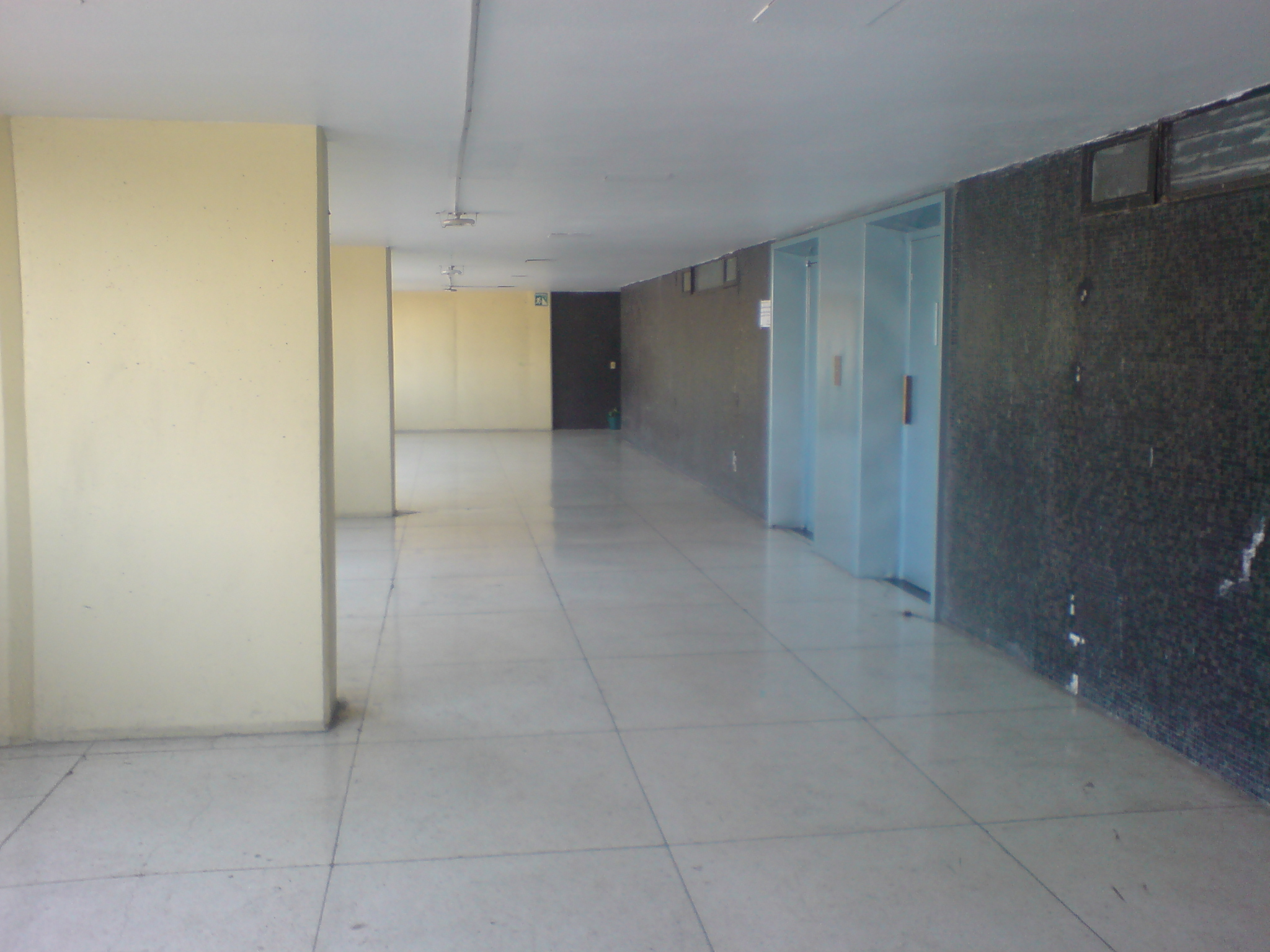

Pour plus de détails, voir Fiche technique et Distribution.
Rojo amanecer  (Aube rouge) est un film mexicain réalisé par Jorge Fons sorti en 1989. Il raconte sous une forme romancée la soirée et la nuit du massacre de Tlatelolco le 2 octobre 1968 à Mexico, vécues par une famille mexicaine moyenne. Il a remporté neuf Ariels et le prix spécial du jury du Festival de Saint-Sébastien.

## Synopsis
Le film n'est pas une reconstitution historique, les évènements relatés sont une fiction en ce qui concerne le sort de la famille.
L'élément populaire était à l'époque peu représenté parmi les étudiants, qui pour la grande majorité d'entre eux étaient issus de la bourgeoisie	[réf. souhaitée].
L'action se déroule dans l'immeuble résidentiel "Chihuahua" du quartier de Tlatelolco, à Mexico, donnant sur la place des Trois-Cultures. Le matin du 2 octobre 1968, une famille de classe moyenne mexicaine prend son petit déjeuner : le père, fonctionnaire autoritaire, la mère de famille, femme au foyer, le grand-père, vétéran de la révolution mexicaine et nostalgique d'une époque où la jeunesse n'était pas pervertie, et les quatre enfants. Pendant que le plus jeune, Carlitos, ne pense qu'à s'amuser, et la sœur cadette à étudier, les deux ainés entament une discussion passionnée sur le mouvement étudiant qui est en pleine effervescence : à dix jours des Jeux olympiques, ils réclament la liberté d'expression et la diversité politique. Contre l'avis de leur père, les deux étudiants assisteront au meeting qui se tient le soir même sur la place.
Durant la journée, l'électricité est coupée, puis le téléphone, privant l'immeuble de tout contact avec l'extérieur. Lorsque le meeting commence, Carlitos y assiste par la fenêtre. Il remarque une forte présence militaire, et plusieurs personnes portant un mouchoir blanc à la main. À la fin du meeting, vers 18 heures 30, les militaires se mettent à tirer dans la foule : c'est le massacre de Tlatelolco qui débute. Peu après, les deux frères reviennent, accompagnés de plusieurs étudiants dont un grièvement blessé. La mère accepte de les cacher pour la nuit. Dans la soirée, toute la famille se retrouve au complet, et décide de garder le silence pendant que les militaires contrôlent chaque appartement. La position professionnelle du père et les antécédents militaires du grand-père leur permettent de passer au travers. Par précaution, ils brûlent les cartes d'étudiants et les manifestes propagandistes.
Au petit matin suivant, trois hommes armés pénètrent dans l'appartement. Les jeunes recherchés se cachent dans la baignoire de la salle de bain alors que le grand-père avait demandé à Carlitos de se cacher sous son lit. Il mentit ainsi aux trois hommes en leur racontant que son petit-fils était dans la baignoire, afin de masquer la présence des étudiants. Les frères aînés nient être étudiants, mais un portrait du Che Guevara et un manifeste du parti communiste les trahissent, avant que les miliciens ne découvrent des taches de sang dans la chambre. Ils demandent à entrer dans la salle de bain, en menaçant d'une arme le père de famille. Les étudiants, découverts, cherchent à désarmer les miliciens, qui se défendent. La famille est sauvagement assassinée dans un bain de sang. Seul Carlitos survit à la tuerie. Dans la dernière séquence du film, on le voit quitter l'appartement lentement, puis l'immeuble, en s'arrêtant un instant sur chacun des cadavres de sa famille.

## Fiche technique
- Titre original : Rojo amanecer
- Pays : Mexique;
- Année : 1989;
- Durée : 96 min.;
- Genre : drame politique historique;

- Production : Cinematográfica Sol, Valentín Trujillo et Héctor Bonilla;
- Direction : Jorge Fons del Toro;
- Scénario : Xavier Robles et Guadalupe Ortega;
- Photographie : Miguel Garzón ;
- Son : Martha García et Marithé Chico;
- Musique : Eduardo Roel et Karen Roel;
- Effets spéciaux : Raúl Gutiérrez;
- Montage : Sigfrido García Jr.

## Distribution
- Héctor Bonilla : Humberto
- María Rojo : Alicia
- Jorge Fegan : Don Roque
- Ademar Arau Fils : Carlitos
- Demián Bichir : Jorge
- Bruno Bichir : Sergio
- Marta Aura : la voisine
- Eduardo Palomo : l'étudiant blessé
- Carlos Cardán : le sous-lieutenant
- Paloma Robles : Graciela

## Autour du film
Ces évènements sont longtemps restés tabous au Mexique [réf. nécessaire]. On ignore encore s'il y eut ordre de perpétrer ce massacre et qui dans ce cas l'aurait donné ainsi que le nombre de morts, même approximatif. Avec Rojo amanecer, Jorge Fons livre vingt ans après les faits un film audacieux, le premier à aborder le sujet, plaie encore ouverte de l'histoire politique du pays. Loin d'être une critique ou une analyse du massacre, le film est un témoignage de l'impact des mouvements étudiants sur les consciences politiques.
L'ambiance du film est angoissante, ce qui est entretenu par un huis clos permanent — on ne voit l'extérieur de l'immeuble que sur deux plans très courts, et Fons évite le piège des stock-shots de meeting — et une musique au synthétiseur de circonstance. La scène finale, où Carlitos sort lentement de l'appartement puis de l'immeuble, est marquante et symbolique du choc.

## Distinctions

### Récompenses
- 1990 : prix spécial du jury du Festival de Saint-Sébastien décerné à Jorge Fons
- 1991 : Ariel d'or décerné à Jorge Fons
- 1991 : Ariel d'argent du Meilleur Acteur décerné à Héctor Bonilla
- 1991 : Ariel d'argent de la Meilleure Actrice décerné à María Rojo
- 1991 : Ariel d'argent du Meilleur Réalisateur décerné à Jorge Fons
- 1991 : Ariel d'argent du Meilleur Montage décerné à Sigfrido García Jr.
- 1991 : Ariels d'argent du Meilleur Scénario Original et du Meilleur Scénario décernés à Xavier Robles et Guadalupe Ortega
- 1991 : Ariel d'argent de la Meilleure Bande Son décerné à Karen Roel et Eduardo Roel
- 1991 : Ariel d'argent du Meilleur Second Rôle décerné à Jorge Fegán
- 1992 : prix ACE du Meilleur Nouvel Acteur décerné à Eduardo Palomo

### Nomination
- 1990 : Jorge Fons nommé pour la Coquille d'or du Festival de Saint-Sébastien